# یواس‌اس اکراس (ای‌ام-۱۳۴)
یواس‌اس اکراس (ای‌ام-۱۳۴) (به انگلیسی: USS Ibis (AM-134)) یک کشتی بود که طول آن ۱۴۷ فوت (۴۵ متر) بود. این کشتی در سال ۱۹۳۷ ساخته شد.